# Hemsöborna (1955)
Hemsöborna är en svensk film från 1955, i regi av Arne Mattsson. Historien är efter en roman av August Strindberg.

## Om filmen
Filmen premiärvisades på biograf Grand i Stockholm 17 december 1955. Den deltog vid filmfestivalen i Karlovy Vary 1956. 
Romanen Hemsöborna filmades första gången 1919 som stumfilm. Ytterligare en filmatisering med ljud genomfördes 1944 i regi av Sigurd Wallén. Bengt Lagerkvist skapade 1966 en TV-serie i sju delar av romanen.

## Rollista
- Hjördis Petterson - Anna Eva Flod, änkan på Hemsö
- Erik Strandmark - drängen Johannes Edvard Carlsson
- Nils Hallberg - Gusten, änkans son
- Douglas Håge - pastor Nordström
- Ulla Sjöblom - Clara, piga
- Margit Carlqvist - Ida, professorparets tjänsteflicka
- John Norrman - Rundquist, dräng
- Curt Löwgren - Norman, dräng
- Birgitta Pettersson - Lotten, lillpiga
- Georg Rydeberg - professorn, sommargäst
- Ulla Holmberg - professorns hustru
- John Melin - båtsman Rapp
- Daliah Lavi - professorparets dotter

## Musik i filmen
- Norrköpings skarpskyttemarsch, kompositör Göran Möller, instrumental.
- Din klara sol går åter opp, kompositör Johann Georg Störl,  svensk text 1814 Johan Olof Wallin, sång Ulla Sjöblom
- Av helig längtan hjärtat slår (Mitt hjärta slår så underbart), text 1811 Samuel Hedborn text 1982 Augustin Mannerheim